# Alan Perlis
Alan Jay Perlis (Pittsburgh, 1º aprile 1922 – New Haven, 7 febbraio 1990) è stato un informatico statunitense, pioniere dell'informatica e dei primi linguaggi di programmazione.
Laureato in chimica e matematica al MIT rispettivamente nel 1943 e 1949. Restò nell'ambiente universitario, collaborando al progetto Whirlwind.
Nel 1953 entrò nel Laboratorio Statistico della Purdue University, e si dedicò allo sviluppo di un "linguaggio matematico compilatore", chiamato IT, Internal Translator, simile al coevo linguaggio Fortran ma meno dipendente dalla macchina su cui era installato.
Nel 1956 si trasferì all'Università Carnegie Mellon, insegnando matematica, e all'interno del centro computazionale contribuì all'adattamento di IT all'IBM 650 e vide il successo del suo sistema, grazie alla buona compatibilità e alla sua tendenza verso il linguaggio universale.
Dal 1958, in seguito a una collaborazione con un gruppo di programmazione Tedesco-Svizzero, partecipò allo sviluppo del linguaggio ALGOL.
Vinse il Premio Turing nel 1966

## Premi e riconoscimenti
Vinse il Premio Turing nel 1966 con la seguente motivazione: